# Jean-Robert Sansfaçon
Jean-Robert Sansfaçon, né en 1948 à Montréal et mort le 30 décembre 2022, est un journaliste et écrivain canadien.
Rédacteur en chef du quotidien québécois Le Devoir de 1999 à 2009, il quitte ce poste en août 2009 et poursuit sa carrière à titre d'éditorialiste invité, surtout préoccupé par les questions économiques, au même journal. 
Jean-Robert Sansfaçon a écrit quelques essais, des nouvelles et trois romans dont le premier, Loft Story, publié en 1986 chez Les Quinze éditeur, s'est mérité le prix Robert-Cliche décerné pour une première œuvre au Salon du Livre de Québec.

## Biographie
Ayant poursuivi des études universitaires en sciences économiques à Montréal, dans les années 1970, Jean-Robert Sansfaçon enseigne cette discipline pendant seize ans, d'abord au Collège Lionel-Groulx de Saint-Thérèse, puis au Collège de Saint-Jérôme. 
Au cours de ces mêmes années, il participe à la création du magazine alternatif Le Temps Fou qui voit le jour à la fin des années 1970 pour disparaître quelques années plus tard.
Au début des années 1980, Jean-Robert Sansfaçon devient chroniqueur invité au quotidien Le Devoir tout en poursuivant sa carrière dans l'enseignement. 
En janvier 1993, à la demande de la directrice du Devoir, Lise Bissonnette, il accepte le poste de rédacteur en chef adjoint et d'éditorialiste du Devoir. 
Six années plus tard, à la suite du départ de Lise Bissonnette, le nouveau directeur du journal, Bernard Descôteaux, le nomme au poste de rédacteur en chef, fonction qu'il occupera jusqu'en 2009.
Il meurt le 30 décembre 2022 à l'âge de 74 ans.

## Publications
- Loft Story, Prix Robert-Cliche 1986, chez Les Quinze, éditeur (1986)
- L'eau dans l'encrier, Les Quinze, éditeur (1993)
- Dernier théâtre, VLB éditeur, (1992)

Fait cocasse, en 2003, l'auteur de Loft Story publié sept ans plus tôt au Québec parvient à une entente hors-cour avec la société de production Endemol qu'il accuse d'avoir repris, sans autorisation, le titre de son œuvre pour identifier l'une des premières séries de téléréalité populaires diffusées en France et au Québec. Quant à leur contenu, les deux produits n'avaient rien en commun.

## Honneurs
- Prix Robert-Cliche (1986), Loft Story